# Lau socken
Lau socken ingick i Gotlands södra härad, ingår sedan 1971 i Gotlands kommun och motsvarar från 2016 Lau distrikt.
Socknens areal är 27,55 kvadratkilometern, varav 27,15 land. År 2020 fanns här 193 invånare. Kyrkbyn Lau med sockenkyrkan Lau kyrka ligger i socknen. 

## Administrativ historik
Lau socken har medeltida ursprung. Socknen tillhörde Burs ting som i sin tur ingick i Burs setting i Sudertredingen.
Vid kommunreformen 1862 övergick socknens ansvar för de kyrkliga frågorna till Lau församling och för de borgerliga frågorna bildades Lau landskommun. Landskommunen inkorporerades 1952 i Ljugarns landskommun och ingår sedan 1971 i Gotlands kommun. Församlingen uppgick 2006 i När-Lau församling.
1 januari 2016 inrättades distriktet Lau, med samma omfattning som församlingen hade 1999/2000.  
Socknen har tillhört samma fögderier och domsagor som Gotlands södra härad. De indelta båtsmännen tillhörde Gotlands andra båtsmanskompani.

## Geografi
Lau socken ligger söder om Ljugarn vid Gotlands östra kust, vid Lausviken. Socknen har skogsmark vid kusten och är i övrigt odlingsbygd.
Postnumret är 623 62 och riktnumret 0498.

### Gårdsnamn
Anderse, Annexen, Bjärges, Botels, Botvide, Bönde, Fie, Gannor, Goks, Gumbalde, Hallbjäns, Hallsarve, Hemmor, Husarve, Kauparve, Liffride, Mattsarve (Malsarve), Smiss, Snausarve, Sunnkyrke.

### Lau käldu
Källan vid Laus Backar, Lau käldu eller Lauskäldan, har blivit något av en sockensymbol. Lau käldu med käldhus har restaurerats, och intill ligger en näckrosdamm med guldfiskar. Området har röjts och försetts med bandtun och informationstavla. Upp till en grotta, vid namn Godungen, strax norr om käldu, leder en anlagd trappa. Under början av 1990-talet sinade Lau käldu på grund av att vattnet letade sig andra banor än in genom järnrören. 1995 lyckades Lau Hembygdsförening fånga vattnet igen genom att gräva ner rör och slangar längs sluttningen och sammanföra dem till en uppsamlingsbrunn. Därifrån har vattnet kunnat ledas till käldhuset och bassängen.

### Godungen
Från grottan Godungen kan man se Lausviken breda ut sig. Godungen ligger vid Laus Backar.

## Historia

### Landhöjning
Under stenåldern var Lau en långsmal ö och lauborna bodde på insidan av öns uddar. Ett sund skilde Lau-ön från övriga Gotland. Under bronsåldern sjönk dock vattnet och där sundet var som smalast spolades det upp en bred sandbank. Lauborna blev fler och bosatte sig både på insidan av ön och längs med sandbanken.
Där vägen kom upp på den forna ön, utvecklades ett sockencentrum. Det var ungefär lika långt åt Lau sockens alla håll och härifrån grenade socknens vägar ut sig. Här var det högt med utsikt över bygden, det var torrt och det fanns tillgång till vatten i sluttningen mot Lausböin. Här bör också byggnader för forntida gudstjänster och kommunala möten ha legat. Platsen alldeles väster om dagens kyrkogård heter Stavgard, ett vanligt namn på en samlingsplats före kristen tid.
Under järnåldern etablerades dagens gårdar spridda över socknen. Från den här tiden härrör också den fornborg vars lämningar man idag kan hitta vid Botvidebackar på Lausbackars nordspets.
På 1890-talet skedde skiftet i Lau socken. Små ägor med ringlande tunar (gärdesgårdar) slogs ihop till stora enheter.

### Fornlämningar
Från bronsåldern finns gravrösen och skeppssättningar. Från järnåldern finns sju gravfält, husgrunder, stensträngar och sliprännestenar.

## Namnet
Namnet (1318 Law) innehåller lau, 'lågt liggande äng', ängsmark vid vatten'.

## Årliga evenemang

### Lau Basar
Lau Basar är ett årligt evenemang på Lau Backar som pågår en dag mitt i sommaren. Dagen inleds med lotterier och eventuellt ett och annat uppträdande (2007 uppträdde den gotländska musikgruppen Smaklösa på Lau Basar). Framåt kvällen övergår basaren till ett ställe för dans och socialt umgänge.

### Julmarknaden i Lau
I byggnaden som förr tillhörde nu nedlagda Lau Skola hålls årligen en julmarknad. Byggnaden tillhör numera församlingshemmet. På julmarknaden återfinns bland annat ett lotteri med priser som exempelvis dukar.

## Befolkningsutveckling
| Befolkningsutvecklingen i Lau socken 1750–2020 | Befolkningsutvecklingen i Lau socken 1750–2020 | Befolkningsutvecklingen i Lau socken 1750–2020 | Befolkningsutvecklingen i Lau socken 1750–2020 | Befolkningsutvecklingen i Lau socken 1750–2020 |
| --- | ---------------------------------------------- | ---------------------------------------------- | ---------------------------------------------- | ---------------------------------------------- |
| |                                                |                                                |                                                |                                                |
| År |                                                |                                                | Folkmängd                                      |                                                |
| 1750 | 1750                                           |                                                | 289                                            |                                                |
| 1760 | 1760                                           |                                                | 301                                            |                                                |
| 1769 | 1769                                           |                                                | 327                                            |                                                |
| 1780 | 1780                                           |                                                | 367                                            |                                                |
| 1790 | 1790                                           |                                                | 359                                            |                                                |
| 1800 | 1800                                           |                                                | 373                                            |                                                |
| 1810 | 1810                                           |                                                | 398                                            |                                                |
| 1820 | 1820                                           |                                                | 434                                            |                                                |
| 1830 | 1830                                           |                                                | 445                                            |                                                |
| 1840 | 1840                                           |                                                | 478                                            |                                                |
| 1850 | 1850                                           |                                                | 498                                            |                                                |
| 1860 | 1860                                           |                                                | 512                                            |                                                |
| 1870 | 1870                                           |                                                | 565                                            |                                                |
| 1880 | 1880                                           |                                                | 570                                            |                                                |
| 1890 | 1890                                           |                                                | 519                                            |                                                |
| 1900 | 1900                                           |                                                | 503                                            |                                                |
| 1910 | 1910                                           |                                                | 473                                            |                                                |
| 1920 | 1920                                           |                                                | 523                                            |                                                |
| 1930 | 1930                                           |                                                | 510                                            |                                                |
| 1940 | 1940                                           |                                                | 456                                            |                                                |
| 1950 | 1950                                           |                                                | 417                                            |                                                |
| 1960 | 1960                                           |                                                | 373                                            |                                                |
| 1970 | 1970                                           |                                                | 288                                            |                                                |
| 1980 | 1980                                           |                                                | 294                                            |                                                |
| 1990 | 1990                                           |                                                | 274                                            |                                                |
| 2000 | 2000                                           |                                                | 266                                            |                                                |
| 2010 | 2010                                           |                                                | 224                                            |                                                |
| 2020 | 2020                                           |                                                | 193                                            |                                                |
| Anm: Källor: Umeå universitet - Tabellverket 1749-1859, Demografiska databasen, CEDAR, Umeå universitet, Befolkningsutvecklingen i Gotlands socknar 2000 - 2010, Folkmängden per distrikt, landskap, landsdel eller riket efter kön. År 2015 - 2022. |                                                |                                                |                                                |                                                |

### Fotnoter
1. 1 2  Svensk Uppslagsbok andra upplagan 1947–1955: Lau socken
2. ↑  ”Folkmängden per distrikt, landskap, landsdel eller riket efter kön. År 2015 - 2022”. Statistikdatabasen. Statistiska centralbyrån. http://www.statistikdatabasen.scb.se/pxweb/sv/ssd/START__BE__BE0101__BE0101A/FolkmangdDistrikt/. Läst 23 april 2023.
3. ↑  Harlén, Hans; Harlén Eivy (2003). Sverige från A till Ö: geografisk-historisk uppslagsbok. Stockholm: Kommentus. Libris 9337075. ISBN 91-7345-139-8
4. ↑  ”Församlingar”. Statistiska centralbyrån. https://www.scb.se/hitta-statistik/regional-statistik-och-kartor/regionala-indelningar/forsamlingar/. Läst 30 december 2022.
5. ↑  Administrativ historik för Lau socken (Klicka på församlingsposten). Källa: Nationella arkivdatabasen, Riksarkivet.
6. ↑  Om Gotlands båtsmanskompani
7. 1 2  Sjögren, Otto (1931). Sverige geografisk beskrivning del 2 Östergötlands, Jönköpings, Kronobergs, Kalmar och Gotlands län. Stockholm: Wahlström & Widstrand. Libris 9939
8. 1 2 3  Nationalencyklopedin
9. ↑  ”guteinfo.com”. https://www.guteinfo.com/?id=2596. Läst 13 november 2019.
10. ↑  ”Lantmäteriet”. https://kso.etjanster.lantmateriet.se/?e=719739&n=6355291&z=12&profile=default_background_noauth. Läst 13 november 2019.
11. ↑  Förteckning över slipskåror
12. ↑  Fornlämningar, Statens historiska museum: Lau socken
13. ↑  Fornminnesregistret, Riksantikvarieämbetet: Lau socken Fornminnen i socknen erhålls på kartan genom att skriva in sockennamn (utan "socken") i "Ange geografiskt område"
14. ↑  Mats Wahlberg, red (2003). Svenskt ortnamnslexikon. Uppsala: Institutet för språk och folkminnen. Libris 8998039. ISBN 91-7229-020-X. https://isof.diva-portal.org/smash/get/diva2:1175717/FULLTEXT02.pdf